# ラドゥ・アルボット
ラドゥ・アルボット (Radu Albot, 1989年11月11日 - ) は、モルドバ・キシナウ出身の男子プロテニス選手。ATPツアーではシングルス1勝、ダブルス1勝。自己最高ランキングはシングルス39位、ダブルス56位。

## 選手経歴

### 2014年 グランドスラム初出場
2014年全米オープンで予選を通過し、モルドバ人として初のグランドスラム本戦出場を果たした。

### 2015年 ツアーダブルス初優勝
2015年のイスタンブール・オープンダブルスでドゥシャン・ラヨビッチと組んで優勝し、これがモルドバ人として初のツアー優勝となった。同月の全仏オープン男子ダブルスでルカシュ・ロソルと組んでベスト8進出を果たした。

### 2016年 グランドスラム初勝利
2016年ウィンブルドン選手権1回戦でガスタン・エリアスを破り、モルドバ人として初のグランドスラム本戦シングルスでの勝利を挙げた。

### 2017年 全グランドスラム出場
2017年アンタルヤ・オープンでベスト8進出。全てのグランドスラム大会に出場し、2017年全米オープンでは3回戦進出。深圳チャレンジャーで優勝。

### 2018年 全米ダブルスベスト4
2018年ニューヨーク・オープンでベスト8進出。2018年全米オープン男子ダブルスではマレク・ジャジリと組んでベスト4に進出した。モゼールオープンで初めてツアー大会ベスト4進出。柳州チャレンジャーで優勝。

### 2019年 ツアー初優勝
2019年デルレイビーチ・オープンでは決勝に進出し、決勝でダニエル・エバンスに3–6, 6–3, 7–6(7)で勝利し、シングルスでの初タイトルを獲得した。

## ATPツアー決勝進出結果

### シングルス: 1回 (1勝0敗)
| 大会グレード                            |
| グランドスラム (0-0)                    |
| ATPワールドツアー・ファイナル (0-0)     |
| ATPワールドツアー・マスターズ1000 (0-0) |
| ATPワールドツアー・500シリーズ (0-0)    |
| ATPワールドツアー・250シリーズ (1–0)    |

| サーフェス別タイトル |
| ハード (1–0)         |
| クレー (0-0)         |
| 芝 (0-0)             |
| カーペット (0-0)     |

| 結果 | No. | 決勝日        | 大会           | サーフェス | 対戦相手           | スコア           |
| ---- | --- | ------------- | -------------- | ---------- | ------------------ | ---------------- |
| 優勝 | 1.  | 2019年2月24日 | デルレイビーチ | ハード     | ダニエル・エバンス | 3–6, 6–3, 7–6(7) |

### ダブルス: 2回 (1勝1敗)
| 結果   | No. | 決勝日         | 大会           | サーフェス    | パートナー                     | 対戦相手                                      | スコア      |
| ------ | --- | -------------- | -------------- | ------------- | ------------------------------ | --------------------------------------------- | ----------- |
| 優勝   | 1.  | 2015年5月3日   | イスタンブール | クレー        | ドゥシャン・ラヨビッチ         | ロベルト・リンドステット ユルゲン・メルツァー | 6–4, 7–6(2) |
| 準優勝 | 1.  | 2015年10月25日 | モスクワ       | ハード (室内) | フランティシェク・チェルマーク | アンドレイ・ルブレフ ドミトリー・トゥルスノフ | 4–6, 6–7(5) |

## 成績

### 四大大会シングルス
略語の説明
| W | F | SF | QF | #R | RR | Q# | LQ | A | Z# | PO | G | S | B | NMS | P | NH |

W=優勝, F=準優勝, SF=ベスト4, QF=ベスト8, #R=#回戦敗退, RR=ラウンドロビン敗退, Q#=予選#回戦敗退, LQ=予選敗退, A=大会不参加, Z#=デビスカップ/BJKカップ地域ゾーン, PO=デビスカップ/BJKカッププレーオフ, G=オリンピック金メダル, S=オリンピック銀メダル, B=オリンピック銅メダル, NMS=マスターズシリーズから降格, P=開催延期, NH=開催なし.
| 大会           | 2012 | 2013 | 2014 | 2015 | 2016 | 2017 | 2018 | 2019 | 通算成績 |
| -------------- | ---- | ---- | ---- | ---- | ---- | ---- | ---- | ---- | -------- |
| 全豪オープン   | Q2   | Q2   | Q1   | Q2   | Q2   | 1R   | 1R   | 2R   | 1–3      |
| 全仏オープン   | A    | A    | Q1   | Q2   | 1R   | 1R   | 2R   | 2R   | 2–4      |
| ウィンブルドン | Q1   | Q1   | Q1   | Q1   | 2R   | 2R   | 3R   | 1R   | 4–4      |
| 全米オープン   | Q2   | Q1   | 1R   | 1R   | 1R   | 3R   | 1R   | 1R   | 2–6      |

### 大会最高成績
| 大会                 | 成績 | 年         |
| -------------------- | ---- | ---------- |
| ツアーファイナル     | A    | 出場なし   |
| インディアンウェルズ | 3R   | 2019       |
| マイアミ             | 2R   | 2018, 2019 |
| モンテカルロ         | 2R   | 2019       |
| マドリード           | 1R   | 2019       |
| ローマ               | 2R   | 2019       |
| カナダ               | 2R   | 2019       |
| シンシナティ         | 2R   | 2019       |
| 上海                 | 1R   | 2019       |
| パリ                 | 3R   | 2019       |
| オリンピック         | 2R   | 2016       |
| デビスカップ         | ZⅡ   | 2013       |
| ATPカップ            | RR   | 2020       |